# Grubenbahn Doicești
| Hölzerne Brücke der Grubenbahn Doicești |                     |                                               |                                               |
| Spurweite: | 600 mm (Schmalspur) |                                               |                                               |
| |                     |                                               |                                               |
| \| \| \| Moroeni (Schmalspurbahn Fieni–Pietroșița) \| \| \| \| 66,9 \| Pietroșița \| Pietroșița \| \| \| 59,4 \| Fieni \| Fieni \| \| \| 43,6 \| Braunkohlegruben bei Doicești \| Braunkohlegruben bei Doicești \| \| \| \| Doicești h. \| \| \| \| 42,1 \| Doicești \| Doicești \| \| \| 32,1 \| Târgoviște \| Târgoviște \| \| \| 0,0 \| Titu (Bahnstrecke Titu–Târgoviște–Pietroșița) \| Titu (Bahnstrecke Titu–Târgoviște–Pietroșița) \| |                     |                                               |                                               |
| U-Bahn-Kopfbahnhof Streckenanfang |                     | Moroeni (Schmalspurbahn Fieni–Pietroșița)     | Moroeni (Schmalspurbahn Fieni–Pietroșița)     |
| U-Bahn-Haltepunkt / Haltestelle · Kopfbahnhof Streckenanfang | 66,9                | Pietroșița                                    | Pietroșița                                    |
| U-Bahn-Kopfbahnhof Streckenende · Haltepunkt / Haltestelle | 59,4                | Fieni                                         | Fieni                                         |
| U-Bahn-Kopfbahnhof Streckenanfang und quer (Strecke außer Betrieb) · U-Bahn-Strecke von rechts (außer Betrieb) · Haltepunkt / Haltestelle | 43,6                | Braunkohlegruben bei Doicești                 | Braunkohlegruben bei Doicești                 |
| U-Bahn-Haltepunkt / Haltestelle (Strecke außer Betrieb) · Haltepunkt / Haltestelle |                     | Doicești h.                                   | Doicești h.                                   |
| U-Bahn-Kopfbahnhof Streckenende (Strecke außer Betrieb) · Haltepunkt / Haltestelle | 42,1                | Doicești                                      | Doicești                                      |
| Bahnhof | 32,1                | Târgoviște                                    | Târgoviște                                    |
| Kopfbahnhof Streckenende | 0,0                 | Titu (Bahnstrecke Titu–Târgoviște–Pietroșița) | Titu (Bahnstrecke Titu–Târgoviște–Pietroșița) |

Die Grubenbahn Doicești war eine während des Ersten Weltkriegs militärisch betriebene Feldbahn mit einer Spurweite von 600 mm im Kreis Dâmbovița in Rumänien.

## Geschichte
Die Bergwerke von Doicești und Șotânga umfassen mehrere Abbaugebiete im zentralen Teil des Kreises Dâmbovița. Die Braunkohlelagerstätten befinden sich in den neogenen Schichten (Miozän und Pliozän) des Antiklinoriums Șotânga–Gheboieni, im Kontaktbereich zwischen den Unterkarpaten und der Vorgebirgsebene. Zum Transport der Braunkohle von Șotânga-Mărgineanca nach Doicești gab es bereits um 1899 eine mit Dampflokomotiven betriebene Feldbahn.
Die Firma Astra förderte ab 1900 in Doicești und Moroeni mehr als 340.000 t Öl, was 25 % der landesweiten Produktion entsprach. Nach dem Eintritt Rumäniens in den Ersten Weltkrieg setzten rumänische und ausländische Spezialisten auf Befehl der Alliierten und unter der Leitung der englischen Offiziere Thomson und Norton die Fördertürme, Raffinerien und Tanks in dem vom Feind besetzten Gebiet in Brand und zerstörten sie.
Bayerische Pioniertruppen bauten daraufhin während des Ersten Weltkriegs eine hölzerne Brücke und verlegten vorgefertigte 600-mm-Gleisjoche zwischen den Braunkohlegruben Doicești und dem Bahnhof Doicești an der CFR-Normalspur-Bahnstrecke Titu–Târgoviște–Pietroșița und südlich der heute noch betriebenen CFR-760-mm-Schmalspurbahn Fieni–Pietroșița der Căile Ferate Române. Die Streitkräfte betrieben die Strecke vom 5. Dezember 1917 bis März 1918 mit einer C-n2t-Dampflokomotive – entweder war das die k.u.k. österreich-ungarische HRB R IIIc.490 oder die deutsche HFB 490 (O&K Werks-Nr. 8421/1917, Eisenbahn-Pionierpark Rehagen-Klausdorf).

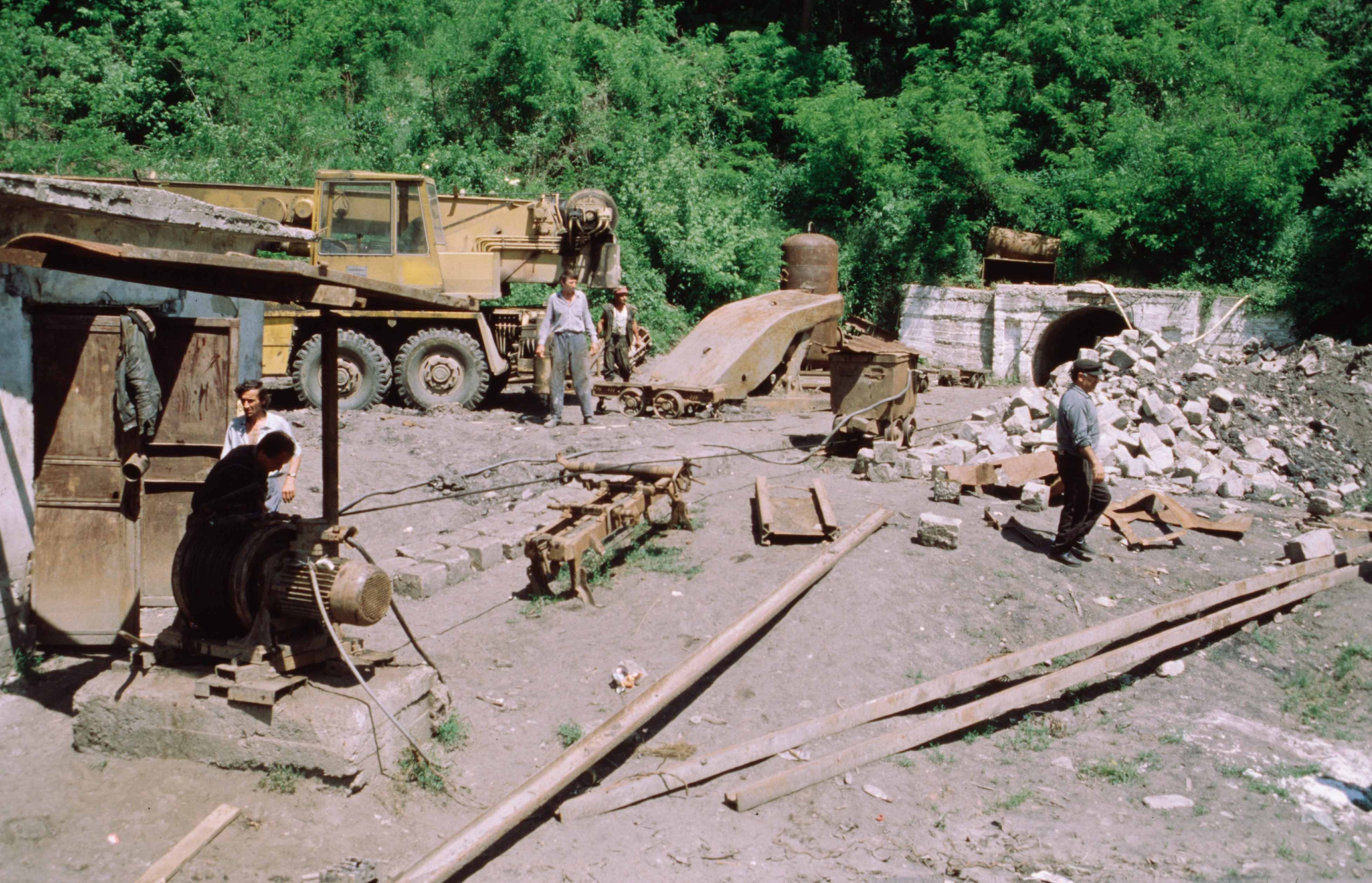
Überreste der 600-mm-Grubenbahn Șotânga-Margineanca, 1999

Zwischen 1954 und 1994 wurde bei Șotânga auch Untertagebau betrieben. Nach 2010 waren die verlassenen Gebäude und das angrenzende Gelände das Ziel von Schrottdieben, die tiefe Spuren hinterließen, die nur schwer aus der Landschaft zu entfernen sind, die sich noch in der Renaturierungsphase befindet.